# Zamek w Wielisławiu Złotoryjskim
Zamek w Wielisławiu Złotoryjskim – wybudowany w XVI w. w Wielisławiu Złotoryjskim.

## Położenie
Zamek położony jest w części wsi Sędziszowa w Polsce w województwie dolnośląskim, w powiecie złotoryjskim, w gminie Świerzawa. Wybudowany na miejscu wczesnośredniowiecznego grodziska z przełomu XII/XIII w., które było otoczone wałem ziemnym. Został zniszczony w XV wieku, w podzamczu mieściła się gospoda.